# Cytherura bajacala
Cytherura bajacala is een mosselkreeftjessoort uit de familie van de Cytheruridae. De wetenschappelijke naam van de soort is voor het eerst geldig gepubliceerd in 1959 door Benson.